# Liste der Kulturdenkmale in Übigau
Die Liste der Kulturdenkmale in Übigau umfasst sämtliche Kulturdenkmale der Dresdner Gemarkung Übigau.
Die Anmerkungen sind zu beachten.
Diese Liste ist eine Teilliste der Liste der Kulturdenkmale in Dresden. 

Diese Liste ist eine Teilliste der Liste der Kulturdenkmale in Sachsen.

## Legende
- Bild: Bild des Kulturdenkmals, ggf. zusätzlich mit einem Link zu weiteren Fotos des Kulturdenkmals im Medienarchiv Wikimedia Commons. Wenn man auf das Kamerasymbol klickt, können Fotos zu Kulturdenkmalen aus dieser Liste hochgeladen werden:
- Bezeichnung: Denkmalgeschützte Objekte und ggf. Bauwerksname des Kulturdenkmals
- Lage: Straßenname und Hausnummer oder Flurstücknummer des Kulturdenkmals. Die Grundsortierung der Liste erfolgt nach dieser Adresse. Der Link (Karte) führt zu verschiedenen Kartendiensten mit der Position des Kulturdenkmals. Fehlt dieser Link, wurden die Koordinaten noch nicht eingetragen. Sind diese bekannt, können sie über ein Tool mit einer Kartenansicht einfach nachgetragen werden. In dieser Kartenansicht sind Kulturdenkmale ohne Koordinaten mit einem roten bzw. orangen Marker dargestellt und können durch Verschieben auf die richtige Position in der Karte mit Koordinaten versehen werden. Kulturdenkmale ohne Bild sind an einem blauen bzw. roten Marker erkennbar.
- Datierung: Baubeginn, Fertigstellung, Datum der Erstnennung oder grobe zeitliche Einordnung entsprechend des Eintrags in der sächsischen Denkmaldatenbank
- Beschreibung: Kurzcharakteristik des Kulturdenkmals entsprechend des Eintrags in der sächsischen Denkmaldatenbank, ggf. ergänzt durch die dort nur selten veröffentlichten Erfassungstexte oder zusätzliche Informationen
- ID: Vom Landesamt für Denkmalpflege Sachsen vergebene, das Kulturdenkmal eindeutig identifizierende Objekt-Nummer. Der Link führt zum PDF-Denkmaldokument des Landesamtes für Denkmalpflege Sachsen. Bei ehemaligen Kulturdenkmalen können die Objektnummern unbekannt sein und deshalb fehlen bzw. die Links von aus der Datenbank entfernten Objektnummern ins Leere führen. Ein ggf. vorhandenes Icon  führt zu den Angaben des Kulturdenkmals bei Wikidata.

## Liste der Kulturdenkmale in Übigau
| Bild                                    | Bezeichnung | Lage                                   | Datierung | Beschreibung | ID       |
| --------------------------------------- | --- | -------------------------------------- | --- | --- | -------- |
|                                         | Leinpfad | (Karte)                                | bezeichnet 1751, bezeichnet 1768 (Stützmauer) | Hochwasserschutzmauer und Stützmauer sowie Pflasterung des Weges zwischen Altmickten und Übigau; Leinpfad führt zum Schloss Übigau, endet am Drehkran der ehemaligen Dresdner Maschinenfabrik, landschaftsgestalterisch, ortsgeschichtlich und städtebaulich bedeutend (siehe auch Schloss Übigau). | 09218117 |
|                                         | Toranlage eines ehemaligen Bauernhofes | Altübigau 5 (Karte)                    | 18./19. Jahrhundert (Toreinfahrt) | als Sachzeuge eingebunden in die Gesamtanlage des historischen Sackgassendorfes Übigau, ortsgeschichtlich und stadtentwicklungsgeschichtlich bedeutend. | 09218092 |
|                                         | Wohnhaus, Scheune und Torpfeiler eines Bauernhofes | Altübigau 8 (Karte)                    | bezeichnet 1720 (Bauernhaus), bezeichnet 1788 (Scheune) | die Hofanlage veranschaulicht die bäuerlichen Lebensweise und Arbeitsverhältnisse der Vororte Dresdens und steht beispielhaft für das ehemalige Dorfbild von Übigau, als bedeutendes Zeugnis ländlicher Architektur des 1. Drittels des 18. Jahrhunderts. Baugeschichtlich, sozialgeschichtlich und stadtentwicklungsgeschichtlich bedeutend. | 09218093 |
|                                         | Wohnstallhaus, Scheune und Torpfeiler eines Bauernhofes | Kaditzer Straße 12 (Karte)             | nach 1863 (Bauernhaus), bezeichnet 1864 (Scheune) | Hofanlage veranschaulicht die bäuerlichen Lebensverhältnisse und Wirtschaftsverhältnisse vor den Toren Dresdens und ist als bedeutendes Zeugnis ländlicher Architektur und Volksbauweise aus dem letzten Drittel des 19. Jahrhunderts baugeschichtlich, sozialgeschichtlich und stadtentwicklungsgeschichtlich bedeutend. | 09218094 |
|                                         | Mietshaus in offener Bebauung | Kaditzer Straße 32 (Karte)             | um 1910 (Mietshaus) | charakteristischer Mietwohnungsbau des frühen 20. Jahrhunderts in Dresden, exemplarisches Beispiel der Reformarchitektur um 1910, baugeschichtlich bedeutend. | 09218096 |
|                                         | Wohnhausgruppe (Kaditzer Straße 34/36 und Scharfenberger Straße 41/43) in Ecklage und offener Bebauung | Kaditzer Straße 34; 36 (Karte)         | um 1910 (Wohnhaus) | Gebäudeensemble aus vier Mehrfamilienhäusern, besitzt als typischer Sachzeuge des kommunalen Wohnungsbaus nach 1900 baugeschichtliche und architekturgeschichtliche Bedeutung, durch prägnante Ecksituation ortsbildprägend. | 09218111 |
| Weitere Bilder                          | Telegraphenbataillon 7 (ehem.) | Klingerstraße (Karte)                  | 1914 (Kaserne) | Fünf Kasernengebäude einschließlich Reithalle; vier ehemalige Wohnhäuser und Mannschaftshäuser entlang der Klingerstraße und eine rückwärtige Reithalle, ortsgeschichtlich und militärgeschichtlich bedeutend. | 09218112 |
| Direkt Bild zu diesem Denkmal hochladen | Zwei ehemalige Kasernengebäude mit massiver Mauer (Kaserne für das Kgl. Telegraphen-Bataillon Nr. 7, Telegraphenkaserne, Fernsprecherkaserne)                                                                                          | Klingerstraße 16, 18, 18a, 18b (Karte) | 1914 | Ein Stabsgebäude und ein Mannschaftshaus entlang der Klingerstraße, Einfriedung zum überwiegenden Teil baugleich mit den Gebäuden, orts- und militärgeschichtlich bedeutend | 09306997 |
|                                         | Wohnhausgruppe (Mengstraße 13/15/17, Schwindstraße 13 und Thäterstraße 24) mit Einfriedung in offener Bebauung | Mengsstraße 13; 15; 17 (Karte)         | um 1910 (Wohnhaus) | Anlage aus fünf Gebäuden entlang der Mengstraße, Schmalseiten zeigen zur Schwindstraße und Thäterstraße, stadtbildprägende Anlage, authentischer Sachzeuge der baulichen Entwicklung des Kleinwohnungshaus und Siedlungsbaus in Dresden am Anfang des 20. Jahrhunderts, ortsgeschichtlich, baugeschichtlich und sozialgeschichtlich bedeutend. | 09218097 |
|                                         | Wohnhaus in offener Bebauung | Rethelstraße 11 (Karte)                | Ende 18. Jahrhundert (Wohnhaus) | Fachwerk im Obergeschoss, als Teil einer ehemaligen bäuerlichen Hofanlage und als charakteristischer ländlicher Bau seiner Zeit vor allem baugeschichtlich von Bedeutung Das auf Höhe der Straßenflucht Rethelstraße traufseitig stehende, zweigeschossige Wohnhaus, Teil einer ehemaligen bäuerlichen Hofanlage, ist in seiner Entstehungszeit auf das letzte Drittel des 18. Jahrhunderts zu datieren. Auffallend ist der straßenseitig gelegene, nicht von Fensteröffnungen oder Türöffnungen durchbrochene, geschlossene Erdgeschossbereich. Gravierende Überformungen des Baukörpers, welche sich vor allem in der abgewalmten Dachkonstruktion und dem Ersatz der Fachwerkkonstruktion durch massive Bauweise im Obergeschoss zeigen, sind augenscheinlich in das frühe 20. Jahrhundert zu datieren. Von der ursprünglichen Toreinfahrt sind zwei schlichte, aus Sandstein gefertigte Torpfeiler erhalten. Das Gebäude Rethelstraße 11 ist als charakteristischer ländlicher Bau seiner Zeit vor allem baugeschichtlich von Bedeutung. | 09218099 |
|                                         | Wohnhaus in offener Bebauung | Rethelstraße 15 (Karte)                | 1769 Dendro (Wohnhaus) | Gebäude entspricht der typischen ländlichen Architektursprache der 1. Hälfte des 19. Jahrhunderts, authentischer Erhaltungszustand, zudem eingebunden in die Gesamtanlage des historischen Sackgassendorfes Übigau, architekturgeschichtlich und stadtentwicklungsgeschichtlich bedeutend Vermutlich handelt es sich bei dem kleinen, zweigeschossigen Wohnhaus Rethelstraße 15 mit steilem, nicht ausgebautem Satteldach und einheitlich putzsichtiger Fassade um ein Fachwerkhaus. Gebäudekubatur und Anordnung der Fenster im Obergeschoss des in offener Bebauung stehenden Gebäudes entsprechen der typischen ländlichen Architektursprache der 1. Hälfte des 19. Jahrhunderts. Abgesehen von den störend wirkenden Fensterformaten im Erdgeschoss-Bereich (Einbauten der 1970er/1980er Jahre) vermittelt das Wohnhaus durch seinen authentischen Erhaltungszustand eindrucksvoll die schlichte bäuerliche Lebensweise in der Region um Dresden. Abgesehen davon ist es eingebunden in die Gesamtanlage des historischen Sackgassendorfes Übigau. Die Bedeutung des Kulturdenkmals resultiert aus seiner architekturgeschichtlich und stadtentwicklungsgeschichtlichen Wertigkeit. | 09218100 |
|                                         | Wohnhaus mit Rundbogenpforte | Rethelstraße 28 (Karte)                | bezeichnet 1695 (Wohnhaus) | Gebäude mit markanter Fachwerkkonstruktion im Obergeschoss, als charakteristisches und weitgehend ursprünglich erhaltenes Zeugnis der Volksbauweise seiner Zeit und als Teil eines alten Dorfkerns, hohe architekturgeschichtliche und stadtentwicklungsgeschichtliche Bedeutung Das an der Straßenkreuzung Rethelstraße/Thäterstraße stehende zweigeschossige Wohnhaus, bestehend aus Hauptgebäude und anschließendem Winkelbau, zählt nachweislich zu einem der im Kern ältesten, heute noch erhaltenen Wohngebäude in Übigau (bezeichnet 1695 im Scheitelstein der Rundbogenpforte). Vermutlich gehörten zu dem bäuerlichen Anwesen ursprünglich weitere Nebengebäude. Mit massivem Erdgeschoss, markanter Fachwerkkonstruktion im Obergeschoss und dem straßenseitig verbretterten Giebel sind typische ländliche Architekturelemente der Entstehungszeit bis heute überkommen. Dem Gebäude Rethelstraße 28 kommt als charakteristischem und weitgehend ursprünglichem Zeugnis der Volksbauweise seiner Zeit und als Teil der Gesamtanlage des historischen Sackgassendorfes Übigau eine hohe architekturgeschichtlich und stadtentwicklungsgeschichtliche Bedeutung zu.            | 09218102 |
|                                         | Wohnhaus und Seitengebäude eines Dreiseithofes | Rethelstraße 39 (Karte)                | bezeichnet 1894 (Wohnhaus), bezeichnet 1863 (Seitengebäude)                                                                                                 | Wohnhaus und Seitengebäude eines Dreiseithofes; Hofanlage veranschaulicht als charakteristisches Zeugnis ländlicher Architektur und Volksbauweise der 2. Hälfte des 19. Jahrhunderts die bäuerlichen Lebensverhältnisse und Wirtschaftsverhältnisse, baugeschichtlich, sozialgeschichtlich und stadtentwicklungsgeschichtlich bedeutend. | 09218103 |
|                                         | Wohnhaus in offener Bebauung | Rethelstraße 41 (Karte)                | 1. Hälfte 19. Jahrhundert (Wohnhaus) | zählt zu den wenigen noch erhaltenen dörflichen Bauten in Übigau, baugeschichtlich und ortsgeschichtlich bedeutend Das kleine, zweigeschossige und in offener Bebauung stehende Wohnhaus Rethelstraße 41 ist giebelständig zur Straße ausgerichtet. Vermutlich in der ersten Hälfte des 19. Jahrhunderts als Teil eines Bauernhofes entstanden, zählt es zu den noch erhaltenen dörflichen Bauten des heutigen Stadtteils Übigau. Kubatur und Fensteranordnung des Hauses lassen einen ursprünglichen Fachwerkbau vermuten, der in späterer Zeit sukzessive durch Massivbau ersetzt wurde. Aufgrund seiner städtebaulichen Lage und seiner bauhistorischen Aussage ist das Gebäude ortsgeschichtlich von Bedeutung. | 09218098 |
| Weitere Bilder                          | Sachgesamtheit Schloss Übigau | Rethelstraße 47; 47a; 47c; 47d (Karte) | 1724–1725 (Schlossanlage) | Sachgesamtheit Schloss Übigau, bestehend aus den Einzeldenkmalen: Schloss, Nebengebäude, Treppenanlage sowie von Stützpfeilern gesicherte Hochwasserschutz- und Stützwand (siehe Einzeldenkmalliste – Obj. 09218105, gleiche Anschrift), Wirtschaftsgebäude bzw. Nebengebäude mit Leuchtreklame am Giebel (siehe Einzeldenkmalliste – Obj. 09218106, Rethelstraße 47c, 47d) und Schlossgarten zur Elbe (Gartendenkmal, siehe auch Übigauer Allee – Obj. 09218734); bedeutendes Zeugnis barocker Baukunst, baugeschichtlich, künstlerisch, landschaftsgestalterisch und städtebaulich bedeutend (siehe auch Leinpfad). | 09305363 |
| Weitere Bilder                          | Einzeldenkmale der Sachgesamtheit Schloss Übigau: Schloss, Nebengebäude, Treppenanlage sowie von Stützpfeilern gesicherte Hochwasserschutzwand und Stützwand (siehe auch Sachgesamtheitsdokument – Objekt 09305363, gleiche Anschrift) | Rethelstraße 47; 47a (Karte)           | 1724–1725 (Lustschloss), ab 1725 (Schlossgarten), bezeichnet 1751 (Stützmauer)                                                                              | Schlossgebäude als Gartenpalais errichtet, markante Loggia im Obergeschoss, plastischer Fassadenschmuck und Mansarddach, bedeutendes Zeugnis barocker Baukunst, baugeschichtlich, künstlerisch, landschaftsgestalterisch und städtebaulich bedeutend (siehe auch Leinpfad). | 09218105 |
| Weitere Bilder                          | Einzeldenkmal der Sachgesamtheit Schloss Übigau: Wirtschafts- bzw. Nebengebäude, mit Leuchtreklame am Giebel (siehe auch Sachgesamtheitsdokument – Obj. 09305363, Rethelstraße 47, 47a)                                                | Rethelstraße 47c; 47d (Karte)          | um 1800 (Nebengebäude), um 1960 (Leuchtwerbung) | Bau früher wohl Teil von Schloss Übigau, ortsgeschichtlich bedeutend, Reklame gehört zu den ganz wenigen noch erhalten Leuchtwerbungen auf dem Stadtgebiet von Dresden, besitzt somit Seltenheitswert. Vermutlich als stattliches Wirtschaftsgebäude zum Schloss Übigau gehörend errichtet, erfuhr der langgestreckte, dreigeschossige Bau mit Satteldach in den folgenden Jahrhunderten verschiedene Umbauten und Nutzungen. Gestalterisch sind lediglich die Fensteröffnungen und Türöffnungen durch Sandsteineinfassungen gerahmt. Sonst ist die Fassade schmucklos. Die Leuchtwerbung am Giebel vom VEB Transformatoren- und Röntgenwerk Dresden (TuR) ist vermutlich um 1960 entstanden. Die Reklame gehört zu den ganz wenigen noch erhaltenen Leuchtwerbungen auf dem Stadtgebiet von Dresden und besitzt somit Seltenheitswert. Das Gebäude Rethelstraße 47c/d zählt zu den wenigen erhaltenen Nebengebäuden der ehemals weitläufigen barocken Schlossanlage Übigau. Auf Grund des Sachzusammenhangs mit der Baugeschichte des Schlosses kommt dem Gebäude neben seiner ortsgeschichtlichen Bedeutung auch eine hohe städtebauliche Bedeutung zu.                               | 09218106 |
| Weitere Bilder                          | Sachgesamtheit Schiffswerft Übigau; Kette-Werft (ehem.) | Rethelstraße 49; 51b                   | 1885–1886, Maschinenbauhalle (Fabrikgebäude), 1885–1895, bezeichnet 1895, Kesselschmiede (Fabrikgebäude), 1902 (Kessel- und Maschinenhaus), 1891 (Drehkran) | Zwei Fabrikgebäude, ein Kessel- und Maschinenhaus, eiserner Drehkran und Teil der Slipanlage direkt an der Elbe; bedeutende Industrieanlage, die Gebäude zumeist mit markanten historisierenden Fassaden des späten 19. Jahrhunderts, Ensemble baugeschichtlich, industriegeschichtlich und ortsgeschichtlich bedeutend, Drehkran nach Art eines Fairbairn-Kranes von technikgeschichtlicher Bedeutung | 09218107 |
|                                         | Wohnhaus in offener Bebauung | Scharfenberger Straße 27 (Karte)       | 1920er Jahre (Wohnhaus) | heute Hintergebäude, ein authentisches Beispiel seiner Errichtungszeit und damit baugeschichtlich von Bedeutung Das zweigeschossige, schlichte Wohnhaus steht über rechteckigem Grundriss in offener Bebauung tief im Grundstück Scharfenberger Straße 27. Gemäß bauzeitlichem Gestaltungskanon (Baujahr vermutlich 1920er Jahre) ist die Fassade schmucklos gehalten und lediglich durch die ungerahmten, scharf in die Fassade eingeschnittenen Fensteröffnungen und Türöffnungen gegliedert. Die Hofseite des Erdgeschosses ist von vielen Toröffnungen mit Holztoren durchbrochen, die dahinter befindlichen Garagen(?) lassen eventuell auch auf eine Gewerbenutzung schließen. Das einfache Walmdach ist an den Stirnseiten durch axial ausgerichtete Walmdachgauben belebt. Das Gebäude Scharfenberger Straße 27 ist ein authentisches Beispiel seiner Errichtungszeit und damit baugeschichtlich von Bedeutung. | 09218095 |
|                                         | Wohnhaus in offener Bebauung | Scharfenberger Straße 31 (Karte)       | 1888–1889 (Wohnhaus) | dokumentiert die allmähliche Verstädterung von Übigau, ist somit baugeschichtlich und ortsgeschichtlich für die Stadt Dresden von Bedeutung Das zweigeschossige, in offener Bebauung stehende Wohnhaus mit ausgebautem Dachgeschoss (stehende Gauben) wurde 1888/89 von Herrn Hermann Müller erbaut. Dieser Bauherr war, nach Aussage späterer Eigentümer, ein bei der Übigauer Werft angestellter Schiffsbauer. 1894 erfolgte der eingeschossige Anbau an das rückwärtige, leicht herausgerückte Treppenhaus. Die vermutlich ehemals historistisch gestaltete Putzfassade weist heute keinerlei Bauschmuck mehr auf. Lediglich die Fensterrahmungen sind durch Sandsteingewände gefasst und die Mittelachse durch die Anordnung von Doppelfenstern betont. Das Wohnhaus Scharfenberger Straße 31 dokumentiert die allmähliche Verstädterung von Übigau und ist somit ortsgeschichtlich für die Stadt Dresden von Bedeutung. | 09218109 |
|                                         | Mietshaus mit Einfriedung in offener Bebauung | Scharfenberger Straße 39 (Karte)       | 1901 (Mietshaus) | charakteristischer späthistoristischer Bau, baugeschichtlich und ortsgeschichtlich von Bedeutung Der Bau des Wohnhauses Scharfenberger Straße 39 wurde Johann Wilhelm Blüthig am 24. August 1901 genehmigt. Den Entwurf fertigte „C. F. Oswald Herrich, Bureau für Architektur und Bauausführung, Dresden, Herthelstr. 13“. Das zweigeschossige, über rechteckigem Grundriss errichtete, Mietshaus mit Mansardgeschoss steht in offener Bebauung und traufständig zur Straße. Der putzsichtige Bau wird gestalterisch durch die an den straßenseitigen Ecken ausgebildeten, bis ins Dachgeschoss reichenden und ehemals mit Fassadenschmuck versehenen Putzgiebel markant betont. Späthistoristische Gestaltungselemente wie auskragende Fensterverdachungen (im Obergeschoss), Sandsteinumfassungen und ausgeprägte, steinerne Simsbereiche (Sockel-/ Dachbereich) prägen die Fassade maßgeblich. Die ehemals zum Wohnhaus gehörige, bauzeitgleiche Einfriedung ist nur noch rudimentär durch gemauerte Pfosten erhalten. Die Bedeutung des Wohngebäudes Scharfenberger Straße 39 liegt in seiner baugeschichtlich und ortsgeschichtlichen Bedeutung begründet.                        | 09218110 |
|                                         | Wohnhausgruppe (Kaditzer Straße 34/36 und Scharfenberger Straße 41/43) in Ecklage und offener Bebauung | Scharfenberger Straße 41; 43 (Karte)   | um 1910 (Wohnhaus) | Gebäudeensemble aus vier Mehrfamilienhäusern, besitzt als typischer Sachzeuge des kommunalen Wohnungsbaus nach 1900 baugeschichtliche und architekturgeschichtliche Bedeutung, durch prägnante Ecksituation ortsbildprägend. | 09218111 |
| Direkt Bild zu diesem Denkmal hochladen | Wohnhausgruppe (Mengstraße 13/15/17, Schwindstraße 13 und Thäterstraße 24) mit Einfriedung in offener Bebauung | Schwindstraße 13 (Karte)               | um 1910 (Wohnhaus) | Anlage aus fünf Gebäuden entlang der Mengstraße, Schmalseiten zeigen zur Schwindstraße und Thäterstraße, stadtbildprägende Anlage, authentischer Sachzeuge der baulichen Entwicklung des Kleinwohnungshaus und Siedlungsbaus in Dresden am Anfang des 20. Jahrhunderts, ortsgeschichtlich, baugeschichtlich und sozialgeschichtlich bedeutend. | 09218097 |
| Weitere Bilder                          | 42. Bezirksschule; 42. Grund- und Mittelschule | Thäterstraße 9; 9a (Karte)             | 1896–1897 (Schule) | Schulkomplex aus zwei Gebäuden mit Brunnen und Vorplatzgestaltung; schlichtere, sich im Osten anschließende Trakt mit Art Lisenengliederung, westliche repräsentativere Trakt mit Treppenhausrisalit an der Schmalseite und expressionistischen Gestaltungselementen, Anlage baugeschichtlich und ortsgeschichtlich bedeutend. | 09218114 |
|                                         | Wohnhausgruppe (Mengstraße 13/15/17, Schwindstraße 13 und Thäterstraße 24) mit Einfriedung in offener Bebauung | Thäterstraße 24 (Karte)                | um 1910 (Wohnhaus) | Anlage aus fünf Gebäuden entlang der Mengstraße, Schmalseiten zeigen zur Schwindstraße und Thäterstraße, stadtbildprägende Anlage, authentischer Sachzeuge der baulichen Entwicklung des Kleinwohnungshaus und Siedlungsbaus in Dresden am Anfang des 20. Jahrhunderts, ortsgeschichtlich, baugeschichtlich und sozialgeschichtlich bedeutend. | 09218097 |

## Ehemalige Kulturdenkmale
| Bild | Bezeichnung | Lage                    | Datierung | Beschreibung | ID |
| ---- | ----------- | ----------------------- | --------- | ------------ | -- |
|      |             | Rethelstraße 32 (Karte) |           |              |    |

## Ausführliche Denkmaltexte
1. ↑  
Die Elbuferbefestigung zwischen Altmickten und Altübigau besteht aus einer etwa 650 m langen Hochwasserschutzmauer und Stützmauer sowie der davor in funktionaler und optischer Einheit befindlichen Pflasterung. Beide bestehen zum überwiegenden Teil aus Sandsteinquadern. Die unterschiedliche Art der Bearbeitung der Mauer deutet auf einen längeren Entstehungszeitraum hin. Deren älteren Teile, wie die mit Stützpfeilern abgesicherte Wand vor Schloss Übigau, stammen nach den vorgefundenen Datierungen (1751 und 1768) aus der zweiten Hälfte des 18. Jahrhunderts. Das feingefügte Mauerwerk nordöstlich des Schlossareals geht offenbar auf eine Ausbesserung im 19. Jahrhundert zurück. Die Entstehungszeit der Pflasterung ist nicht bekannt. Möglicherweise erfolgte sie um 1880, da der Leinpfad erst seit 1880 als Weg im Dresdner Adressbuch markiert ist. Andererseits ist eine frühere Entstehungszeit von Teilbereichen nicht auszuschließen. Belebt wird die Elbuferbefestigung durch die großzügige Schlosstreppe, einen Torbogen und die abgerundeten Ecken an der Einmündung von Altübigau. Der Leinpfad bildet mit Hochwasserschutzmauer und Stützmauer, Pflasterung und Schlossanlage ein stadtentwicklungsgeschichtlich einzigartiges und unverwechselbares Ensemble und ist somit von städtebaulicher Bedeutung. Er ist von außerordentlicher Bedeutung für das Ortsbild Übigaus und prägt den Elbraum im Westen Dresdens entscheidend mit, daher landschaftsgestalterisch bedeutend. Der Leinpfad veranschaulicht mit Hochwasserschutzmauer und Stützmauer sowie Pflasterung die verkehrstechnische Erschließung und ist somit überaus wichtig für die Ortsgeschichte.
2. ↑  
Die Toranlage des ehemaligen Bauernhofes Altübigau 5, bestehend aus zweiflügeligem Tor mit zwei flankierenden Torpfeilern, anschließender Bruchsteinmauer bzw. verputztem Mauerbereich und einer durch Sandsteine umrahmten Eingangstür, war ehemals einem der historisch belegten Bauernhöfe der Platzanlage zugehörig (früheste Erwähnung um 1700). Die aus Sandstein gefertigten Torpfeiler stehen auf als Prellsteine ausgeführten Sockelsteinen und sind mit quadratischen Abdeckplatten belegt, eine ortsübliche Gestaltung, die vor allem in den Jahren um 1800 bis zum ausgehenden 19. Jahrhundert üblich war. Das schlichte zweiflügelige Holztor und die hölzerne Eingangstür sind nicht mehr original. Auf Grund der städtebaulichen Lage – eingebunden in die Gesamtanlage des ehemaligen Sackgassendorfes Übigau – ist die Toranlage ein ortsgeschichtlich und stadtentwicklungsgeschichtlich bedeutsamer Sachzeuge für die Region Dresdens.
3. ↑  
Von dem stattlichen Bauernhof Altübigau 8 sind das giebelständige Wohnhaus, die rückwärtige Scheune und zwei Torpfeiler erhalten. Das zweigeschossige, langgestreckte, massive Wohnhaus mit ortstypischem, rundbogigem Zwillingsfenster und Früchte-Medaillon im Giebel zum Dorfplatz wurde 1720 erbaut (bezeichnet „GR 1720“). Umbauten erfolgten in der Mitte des 19. Jahrhunderts, der massive Ausbau des Satteldaches um 2000 (hofseitig Schleppgauben, straßenseitig Dachflächenfenster). Die eingeschossige, massive Scheune ist über der Tür zur Kellertreppe bezeichnet mit „IGFR 1788“. Von der Toranlage sind die beiden platzseitigen Torpfeiler erhalten. Die Hofanlage ist bedeutendes Zeugnis ländlicher Architektur aus dem ersten Drittel des 18. Jahrhunderts. Sie veranschaulicht die bäuerlichen Lebensverhältnisse und Wirtschaftsverhältnisse der Vororte Dresdens und steht beispielhaft für das ehemalige Dorfbild von Übigau, das seit der Zerstörung im Jahre 1945 nur noch rudimentär erhalten ist. Hieraus leitet sich die regionale baugeschichtlich, sozialgeschichtlich und stadtentwicklungsgeschichtliche Bedeutung des Kulturdenkmals ab.
4. ↑  
Zur Hofanlage Kaditzer Straße 12 zählen das giebelständige Wohnstallhaus, die rückwärtige Scheune und die beiden Torpfeiler. Das zweigeschossige, langgestreckte Wohnstallhaus in massiver Bauweise, bezeichnet durch Inschrifttafel am Giebel „...erbauet von Christian Gottlieb Klotzsche“, wurde ab 1863 errichtet. ortstypische Gestaltung durch rundbogige Zwillingsfenster und ornamental umrahmte Lüftungsöffnungen in Giebelansicht. Rechtwinklig, durch einen Zwischenbau mit diesem verbunden, steht die eingeschossige, massiv ausgeführte Scheune mit historischer Toröffnung. Der Umbau der Scheune zu Wohnzwecken um 2000 veränderte das ursprüngliche Aussehen maßgeblich. Reste der ehemaligen Toranlage sind zwei aus Sandstein gefertigte, durch Abdeckplatten und Prellsteine gestaltete Torpfeiler. Die Hofanlage ist bedeutendes Zeugnis ländlicher Architektur und Volksbauweise aus dem letzten Drittel des 19. Jahrhunderts. Sie veranschaulicht die bäuerlichen Lebensverhältnisse und Wirtschaftsverhältnisse vor den Toren Dresdens und ist daher baugeschichtlich, sozialgeschichtlich und stadtentwicklungsgeschichtlich von Bedeutung.
5. ↑  
Das um 1910 errichtete Mietshaus, ein zweigeschossiger Putzbau mit ausgebautem Mansardgeschoss über rechteckigem Grundriss, steht in offener Bebauung. Straßenseitig wurde im Mansardbereich die Putzfassade fortgeführt, in Traufhöhe durchbrochen. Die Dachflächen weisen seitlich bzw. rückwärtig kleine Satteldach- bzw. Schleppdachgauben auf. Das rückwärtige Treppenhaus erfuhr durch bauliche Überhöhung und den Einsatz farbiger Bleiglasfenster besonderen gestalterischen Akzent. Der schlichte Baukörper wurde lediglich durch sparsamen Fassadenschmuck und unterschiedliche Fensterformate gestaltet. Stilistisch verbindet sich in dem Bau der sachlich-funktionale Anspruch des Bauens um 1910, auch als Reformbaukunst bezeichnet, mit gestalterischen Elementen des Heimatstils. Das Gebäude Kaditzer Straße 32 ist historischer Sachzeuge des zeitgenössischen Mietwohnungsbaus des frühen 20. Jahrhunderts in Dresden und somit bau- und architekturgeschichtlich von Bedeutung.
6. 1 2  
Die über L-förmigem Grundriss angelegte Wohnhausgruppe wurde um 1910 an der Kreuzung Scharfenberger Straße / Kaditzer Straße und entlang der Scharfenberger Straße errichtet. Die städtebaulich prägnante Ecksituation der markanten, dreigeschossigen Gebäude mit ausgebauten Mansarddächern und diversen Dachaufbauten erfuhr durch erhöhte Giebeldreiecke zur Scharfenberger Straße hin besondere architektonische Betonung. Bauzeittypisch die schlichten Gestaltungselemente der Gebäude: horizontale Gliederung durch ausgebildete Simsbereiche, aufgeputzte Schmuckrosetten, die teilweise Tiermotive in sich tragen. In den von der Hofseite erschlossenen Treppenhäusern finden sich teilweise noch originale Farbverglasungen. Dem Gebäudeensemble kommt als typischer Sachzeuge des kommunalen Wohnungsbaus nach 1900 neben baugeschichtlicher und architekturgeschichtlicher Bedeutung auch hohe städtebauliche Wertigkeit zu.
7. ↑  
Die stadtbildprägende, um 1910 errichtete Wohnanlage an der Mengsstraße, bestehend aus fünf aneinandergereihten, zweigeschossigen Häusern mit ausgebauten Mansarddächern, bildet einen einheitlichen, der Straßenflucht folgenden Baukörper. Dieser wird lediglich an den Ecken zur Schwindstraße bzw. Thäterstraße durch bauliche Rücksprünge in seiner Kubatur aufgelockert. Baukünstlerisch wurden die Wohnhäuser an den jeweiligen Eingangsbereichen akzentuiert: Mengstraße Nummer 13 und 17 durch baulich überhöhte, putzsichtige Dreiecksgiebel und überdachte Haustüren akzentuiert, Mengstraße Nummer 15 durch Betonung der Dachebene mittels Anordnung einer Doppelgaube und markante, verblechte Überdachung der Eingangstür. Die ursprüngliche Einfriedung ist nur noch in Resten an der Nummer 13 und 15 erhalten. Die Enden der Gruppe weisen zur Schwindstraße (Schwindstraße 13) und zur Thäterstraße (Thäterstraße 24).
Die Wohnhäuser sind authentische Sachzeugen der baulichen Entwicklung des Kleinwohnungsbaus und Siedlungsbaus in Dresden am Anfang des 20. Jahrhunderts und somit ortsgeschichtlich, baugeschichtlich und sozialgeschichtlich von Bedeutung.
8. ↑  
Die beiden giebelständigen, zweigeschossigen Putzbauten vermitteln eindrucksvoll die Größe der ehemaligen Hofanlage Rethelstraße 39. Das nördliche Seitengebäude zeigt über einem Eingang die Jahreszahl 1863. Das gegenüberliegende Wohnhaus ist auch über einem Eingang mit der Jahreszahl 1894 datiert. Die Datierung des Wohnhauses nimmt möglicherweise Bezug auf eine Umgestaltung. Dokumentiert ist weiterhin für 1893 ein Ladeneinbau. Später wurden diese Öffnungen im Giebel wieder geschlossen. Die rückwärtigen Erweiterungen des Seitengebäudes und an Stelle der einstigen Scheue (beide nicht Teil des Kulturdenkmals) lassen weitere bauliche Aktivitäten vermuten. Erhaltene bauzeitliche Gestaltungselemente beschränken sich auf die Sandsteingewände am Wohnhaus. Verlust der originalen Fensterteilung durch Einbau neuer Fensterelemente. Reste der ehemaligen Toranlage bestehen lediglich aus den straßenseitigen Mauerbereichen. Die Hofanlage ist ein charakteristisches, Zeitspuren einbeziehendes, Zeugnis ländlicher Architektur und Volksbauweise aus der zweiten Hälfte des 19. Jahrhunderts. Sie veranschaulicht die bäuerlichen Lebensverhältnisse und Wirtschaftsverhältnisse vor den Toren Dresdens und ist daher baugeschichtlich, sozialgeschichtlich und stadtentwicklungsgeschichtlich von Bedeutung.
9. ↑  
Schloss Übigau, in den Jahren 1724–1726 durch den bedeutenden Barockbaumeister Eosander von Göthe (1669–1728) für den Reichsgrafen von Flemming erbaut, stellt innerhalb der Dresdner und der sächsischen Architektur des 18. Jahrhunderts eine baukünstlerisch besonders anspruchsvoll konzipierte Sonderlösung dar. 1726, kurz nach seiner Fertigstellung, erwarb August der Starke das Anwesen. Übigau war von ihm städtebaulich und landschaftsgestalterisch als „Point de vue“ der das Ostragehege durchquerenden Übigauer Allee gedacht. Des Weiteren folgte die Anlage der Idee des Kurfürsten, eine durch prachtvolle Bauten geschmückte Wasserstraße, beginnend am Schloss Pillnitz, vorbei am Holländischen (Japanischen) Palais und dem Residenzschloss zu errichten und damit, ähnlich anderer europäischer Großstädte, den Fluss als Schauplatz herrschaftlichen Machtanspruchs zu nutzen. Der zweigeschossige Putzbau mit abgestumpftem Pyramidendach über einem Kranzgesims und mit neunachsigen Fensterfronten an den breit gelagerten Hauptschauseiten und jeweils sechsachsigen Stirnseiten ist im Erdgeschossbereich und Obergeschossbereich von Arkaden vollständig umschlossen. Eine für den sächsischen Barock einmalige architektonische Gestaltung, die ihre Vorbilder in der Antike bzw. der italienischen Renaissance findet. Das Erdgeschoss ist mit Spiegelrustika und betonendem Scheitelstein in den Arkadenbögen gestaltet. Vor jeder Arkade auf einem Postament ehemalig eine Vase mit Orangenbäumchen. Die Pfeiler der Arkatur des glatt verputzten Obergeschosses sind mit schlichten Rahmenfeldern und Dockenbrüstungen verziert. Die Mittelachse der Fassade zum ehemaligen „Cour d’honneur“ akzentuiert das Wappen August des Starken, an der Gartenseite das sächsisch-polnische Wappen zwischen den Figuren des Herkules und des Mars in Rüstung mit Marschallstab. Zur Elbseite hin entstand Ende des 18. Jahrhunderts das dreiachsige Dachhaus mit Dreieckgiebel. Im Inneren ist die originale Grundrissdisposition weitgehend erhalten. Im Erdgeschoss liegt der Gartensaal, darüber im Obergeschoss der Festsaal. Kurfürst August der Starke verlieh dem unter Flemming entstandenen „Maison de plaisance“ durch bauliche Erweiterungen, wie Errichten der Freitreppe, des Gondelhafens und Anlegen eines in Terrassen unterteilten Barockgartens mit Pavillons, Wasserbecken, Laubengängen, einem Amphitheater, Kaskade, Nutzbeeten und einer Orangerie, einen einmaligen landschaftsgestalterischen Charakter. Die parallel zur Elbe verlaufende Balustrade (Stützmauer aus Sandsteinquadern, datiert 1751) zierten ehemals zwölf zum Teil gnomenhafte Figurengruppen. 1831 Versteigerung des Schlosses erfolgte an Amtszimmermeister Paul Siemen. Ab 1836 war es im Besitz von Professor Andreas Schubert und seines Dresdner Actien-Maschinen-Bau-Vereins. Er entwarf hier die erste deutsche Dampflokomotive „Saxonia“ und das erste oberelbische Dampfschiff „Königin Maria“. Ab 1854 wurde der zweigeschossige, umlaufende Arkadengang bis auf das elbseitige Obergeschoss verglast. Ausbauten im Dachraum fanden statt. Das Schloss gehörte ab 1877 zur Werft der Kettenschifffahrt und zuletzt einem Betrieb für Dampfkesselbau. Die Schlossanlage Übigau ist ein national bedeutendes Zeugnis barocker Baukunst. Daneben besitzt sie hohe überregionale Bedeutung hinsichtlich ihrer baugeschichtlichen, künstlerischen, landschaftsgestalterischen, industriegeschichtlichen und städtebaulichen Wertigkeit.
10. ↑  
Die stadtbildprägende, um 1910 errichtete Wohnanlage an der Mengsstraße, bestehend aus fünf aneinandergereihten, zweigeschossigen Häusern mit ausgebauten Mansarddächern, bildet einen einheitlichen, der Straßenflucht folgenden Baukörper. Dieser wird lediglich an den Ecken zur Schwindstraße bzw. Thäterstraße durch bauliche Rücksprünge in seiner Kubatur aufgelockert. Baukünstlerisch wurden die Wohnhäuser an den jeweiligen Eingangsbereichen akzentuiert: Mengstraße Nummer 13 und 17 durch baulich überhöhte, putzsichtige Dreiecksgiebel und überdachte Haustüren akzentuiert, Mengstraße Nummer 15 durch Betonung der Dachebene mittels Anordnung einer Doppelgaube und markante, verblechte Überdachung der Eingangstür. Die ursprüngliche Einfriedung ist nur noch in Resten an der Nummer 13 und 15 erhalten. Die Enden der Gruppe weisen zur Schwindstraße (Schwindstraße 13) und zur Thäterstraße (Thäterstraße 24). Die Wohnhäuser sind authentische Sachzeugen der baulichen Entwicklung des Kleinwohnungsbaus und Siedlungsbaus in Dresden am Anfang des 20. Jahrhunderts und somit ortsgeschichtlich, baugeschichtlich und sozialgeschichtlich von Bedeutung.
11. ↑  
Übigau bildete ursprünglich mit Kaditz und Mickten einen gemeinsamen Schulbezirk. Die damals noch selbständige Gemeinde errichtete in den Jahren 1896/1897 einen eigenen Schulbau (Kosten ca. 80.000 Mark). Die Einweihung fand am 20. April 1897 statt. Im September des Jahres 1899 folgte ein Turnhallenneubau (1945 zerstört). Bereits in den Jahren 1899/1900 fanden Erweiterungsarbeiten am Schulbau statt. 1928 wurde die Schule durch einen neuen, modernen Anbau erweitert und der ältere Teil gestalterisch überformt, womit die Schule weitestgehend ihr heutiges Aussehen erhielt. In diese Zeit ist auch die Gestaltung des Vorplatzes und Aufstellung des dreistufigen Brunnens zu datieren. Der Neubau war seinerzeit einer der modernsten Schulbauten in Sachsen und zugleich erster Schulneubau in Dresden nach dem Ersten Weltkrieg. Der Schulkomplex blieb bis zu seiner Schließung im Jahre 2000 durchgängig in Betrieb. Nach 2010 wurde das Gebäude zu Mietwohnungen umgebaut und 2012 bezogen. Ist an dem älteren zweigeschossigen, über ausgebautem Souterraingeschoss stehenden, Schulbau trotz der stilistischen Überformung der 1920er Jahre noch die historistische Architekturauffassung seiner Entstehungszeit erkennbar (z. B. vertikale Akzentuierung durch Betonung der Mittelachse), so zeigt sich der dreigeschossige Anbau, ebenfalls über Souterraingeschoss stehend, in konsequent neuer Formensprache: horizontale Betonung der Geschossigkeit durch enge Fensterreihung, starke Putzbänder und Gesimsbereiche. Die umlaufend schlichten Fassaden erfahren lediglich durch das an der Stirnseite vorgesetzte, überhöhte Treppenhaus eine markante architektonische Akzentuierung. Der Schulkomplex an der Thäterstraße ist baugeschichtlich, ortsgeschichtlich und sozialgeschichtlich für die Stadt Dresden von großer Bedeutung. An ihm sind beispielhaft die Architekturauffassungen des öffentlichen Baugeschehens unterschiedlicher Zeiten ablesbar.
12. ↑  
Die stadtbildprägende, um 1910 errichtete Wohnanlage an der Mengsstraße, bestehend aus fünf aneinandergereihten, zweigeschossigen Häusern mit ausgebauten Mansarddächern, bildet einen einheitlichen, der Straßenflucht folgenden Baukörper. Dieser wird lediglich an den Ecken zur Schwindstraße bzw. Thäterstraße durch bauliche Rücksprünge in seiner Kubatur aufgelockert. Baukünstlerisch wurden die Wohnhäuser an den jeweiligen Eingangsbereichen akzentuiert: Mengstraße Nummer 13 und 17 durch baulich überhöhte, putzsichtige Dreiecksgiebel und überdachte Haustüren akzentuiert, Mengstraße Nummer 15 durch Betonung der Dachebene mittels Anordnung einer Doppelgaube und markante, verblechte Überdachung der Eingangstür. Die ursprüngliche Einfriedung ist nur noch in Resten an der Nummer 13 und 15 erhalten. Die Enden der Gruppe weisen zur Schwindstraße (Schwindstraße 13) und zur Thäterstraße (Thäterstraße 24). Die Wohnhäuser sind authentische Sachzeugen der baulichen Entwicklung des Kleinwohnungsbaus und Siedlungsbaus in Dresden am Anfang des 20. Jahrhunderts und somit ortsgeschichtlich, baugeschichtlich und sozialgeschichtlich von Bedeutung.